# Josep Rovira Bosch
Josep Rovira Bosch   (Castellar del Vallès, 1886 - Font de Cera, 29 d'agost de 1936) fou un director tèxtil català que va ser afusellat i assassinat durant la guerra civil espanyola.
Era natural de Castellar del Vallès (Vallès Occidental), tenia 50 anys, casat en segones núpcies amb la Carme Vidal Forner i amb tres fills (Àngel, Paquita i Llorenç). Vivia a Premià de Mar, domiciliat al carrer de l'Aurora núm. 13. Era director de la fàbrica tèxtil Serra Ollé (Vapor Vell) de Premià de Mar. Persona de dretes, militant catòlic convençut i president de la Mútua de les Escoles Catòliques (La Salle) de Premià de Mar.
Un cop començada la guerra civil, el 29 d'agost de 1936 a 2/4 de 7 del vespre, mentre era a casa prenent la fresca amb uns veïns, diversos individus dels milicians de la FAI armats amb pistoles, s'hi presentaren i l'obligaren de mala manera a pujar al cotxe, que duia la ràdio amb el volum molt alt, sota el pretext que havia d'anar a declarar. Va ser conduït aquella mateixa nit i assassinat al coll de Font de Cera (Alella), sense cap mena d'interrogatori ni judici. Potser hi havia la implicació d'algun veí de Premià de Mar en la trama del seu arrest i mort. Un membre del Comitè, després d'abandonar el cos, va trucar al seu fill gran, Àngel Rovira Barraca, de 26 anys, i el va dur al lloc de l'assassinat. Al cap d'una hora van trobar el cadàver. La seva mort va ser inscrita al registre civil d'Alella l'endemà, 30 d'agost de 1936.